# العلاقات الإريترية السويسرية
العلاقات الإريترية السويسرية هي العلاقات الثنائية التي تجمع بين إريتريا وسويسرا.

## مقارنة بين البلدين
هذه مقارنة عامة ومرجعية للدولتين:
| وجه المقارنة                                              | إريتريا                                      | سويسرا                                                                                      |
| --------------------------------------------------------- | -------------------------------------------- | ------------------------------------------------------------------------------------------- |
| المساحة (كم2)                                             | 117.60 ألف                                   | 41.28 ألف                                                                                   |
| عدد السكان (نسمة)                                         | 6.33 مليون                                   | 8.21 مليون                                                                                  |
| الكثافة السكانية (ن./كم²)                                 | 53.83                                        | 198.89                                                                                      |
| العاصمة                                                   | أسمرة                                        | برن                                                                                         |
| اللغة الرسمية                                             | اللغة التغرينية، اللغة العربية، لغة إنجليزية | اللغة الألمانية، اللغة الإيطالية، لغة فرنسية، اللغة الرومانشية، الألمانية السويسرية الموحدة |
| العملة                                                    | ناكفا                                        | فرنك سويسري                                                                                 |
| الناتج المحلي الإجمالي (بليون دولار)                      | 2.61 مليار                                   | 678.89 مليار                                                                                |
| الناتج المحلي الإجمالي (تعادل القوة الشرائية) بليون دولار |                                              | 518.07 مليار                                                                                |
| الناتج المحلي الإجمالي الاسمي للفرد دولار أمريكي          |                                              | 80.94 ألف                                                                                   |
| الناتج المحلي الإجمالي للفرد دولار أمريكي                 |                                              | 59.54 ألف                                                                                   |
| مؤشر التنمية البشرية                                      | 0.391                                        | 0.930                                                                                       |
| رمز المكالمات الدولي                                      | +291                                         | +41                                                                                         |
| رمز الإنترنت                                              | .er                                          | .ch، .swiss ‏                                                                                |
| المنطقة الزمنية                                           | ت ع م+03:00                                  | توقيت وسط أوروبا، ت ع م+01:00، ت ع م+02:00، أوروبا/زيورخ ‏                                   |

## منظمات دولية مشتركة
يشترك البلدان في عضوية مجموعة من المنظمات الدولية، منها:
| علم المنظمة | اسم المنظمة                        | تاريخ انضمام إريتريا | تاريخ انضمام سويسرا |
| ----------- | ---------------------------------- | -------------------- | ------------------- |
|             | مؤسسة التمويل الدولية              | 11 أكتوبر 1995       | 29 مايو 1992        |
|             | منظمة حظر الأسلحة الكيميائية       | ?                    | ?                   |
|             | البنك الإفريقي للتنمية             | ?                    | ?                   |
|             | يونسكو                             | 2 سبتمبر 1993        | 28 يناير 1949       |
|             | الأمم المتحدة                      | 28 مايو 1993         | 10 سبتمبر 2002      |
|             | الاتحاد الدولي للاتصالات           | 6 أغسطس 1993         | 1866                |
|             | منظمة الشرطة الجنائية الدولية      | ?                    | ?                   |
|             | البنك الدولي للإنشاء والتعمير      | 6 يوليو 1994         | 29 مايو 1992        |
|             | الاتحاد البريدي العالمي            | ?                    | ?                   |
|             | مؤسسة التنمية الدولية              | 6 يوليو 1994         | 29 مايو 1992        |
|             | وكالة ضمان الاستثمار متعدد الأطراف | 10 سبتمبر 1996       | 12 أبريل 1988       |

## وصلات خارجية
- موقع وزارة الخارجية السويسرية